# Sophonia malayana
Sophonia malayana är en insektsart som beskrevs av Baker 1923. Sophonia malayana ingår i släktet Sophonia och familjen dvärgstritar. Inga underarter finns listade i Catalogue of Life.